# Butilino

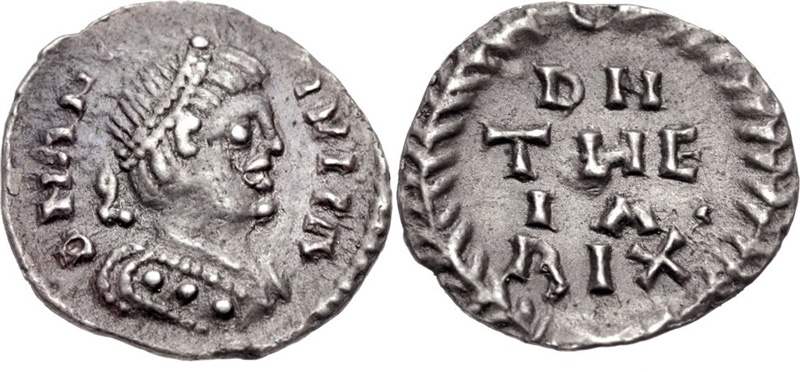
1/4 de síliqua de Teia r.

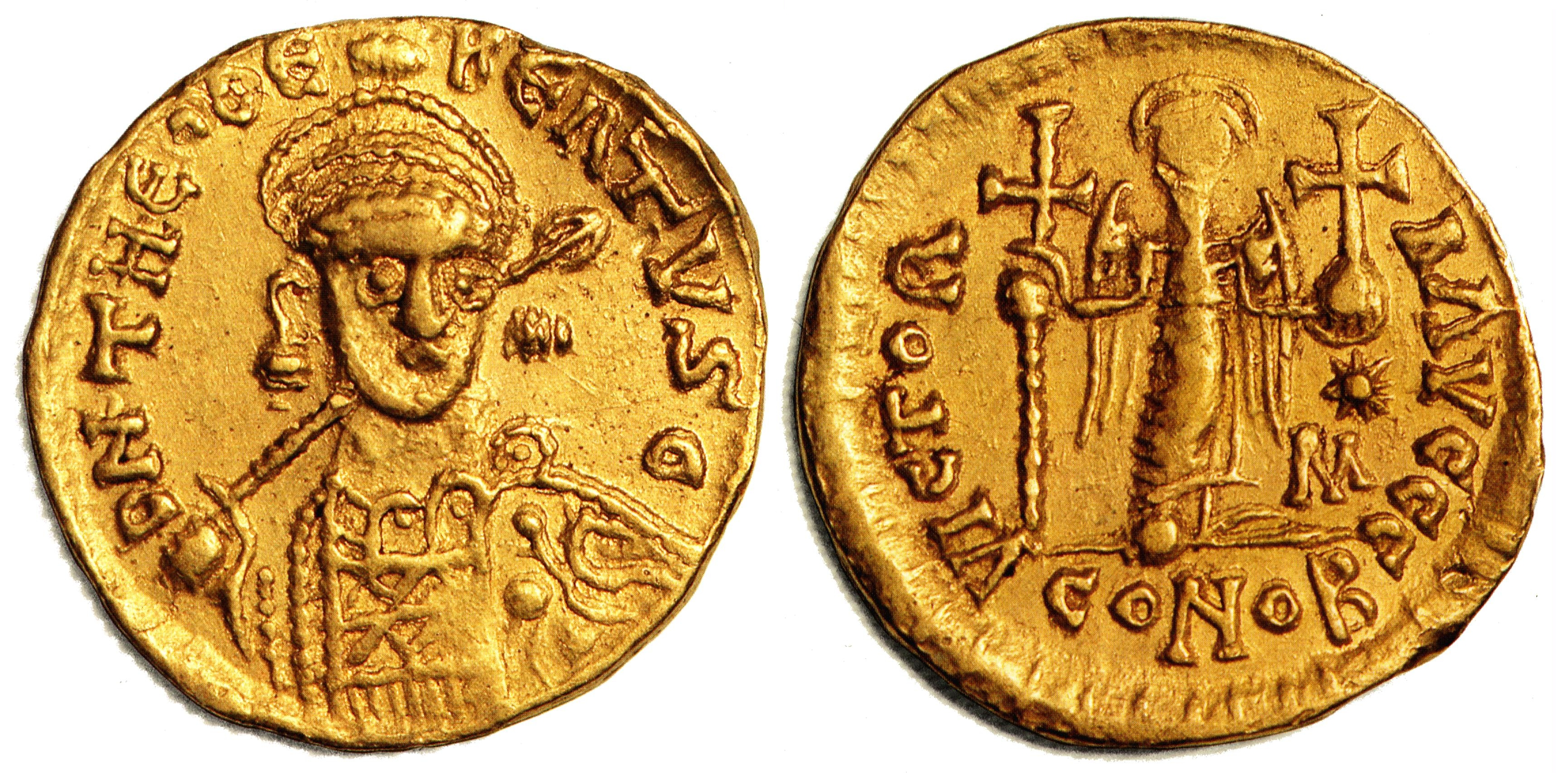
Soldo de r.

Butilino (em latim: Butillinus), também conhecido como Buceleno (em latim: Buccelenus) e Bucelino (em latim: Buccellinus), foi um alamano do século VI, irmão de Leutário I. Era um nobre e teve grande influência entre os francos do rei Teodeberto I (r. 533–548), inclusive participando como subcomandante na expedição liderada pelo general Mumoleno na Itália em 539, em plena Guerra Gótica (535–554) entre o Reino Ostrogótico e o Império Bizantino. Em 547, ele e/ou seu irmão tornar-se-ia duque dos alamanos.
No final de 552, com a morte do rei Teia (r. 552), os ostrogodos dirigiram-se à corte do rei Teodebaldo (r. 548–555) procurando uma aliança contra os bizantinos vitoriosos. Teodebaldo recusou-se a ajudar, mas Butilino e Leutário abraçaram a ideia, considerando a possibilidade de conquistarem a Itália e Sicília do general Narses, e alegadamente, segundo Agátias, reuniram um exército franco-alamano de 70 000 soldados.
Cruzaram o rio Pó no verão de 553 e ocuparam Parma, enquanto Butilino venceu e matou o general hérulo Fulcário nos arredores. Pensa-se que a principal força franca permaneceu estacionada em Parma no inverno de 553/554. Na primavera de 554, o exército invasor dirigiu-se ao sul vagarosamente, atacando e saqueando tudo em seu caminho. Ao chegar em Sâmnio, Butilino e Leutário dividiram desigualmente suas forças, com o primeiro permanecendo com a maior parte. Butilino avançou pela Campânia, Lucânia e Brútio, chegando tão longe quanto o estreito de Messina, causando muitos danos e obtendo muito butim.
Diz-se que quando esteve na Campânia, Butilino invadiu o mosteiro de Libertino em Fondi buscando mais butim, porém deixou-o de mãos vazias. Entre o fim da primavera e começo do verão, Leutário sugeriu ao irmão que retornassem para a Gália com aquilo que já haviam saqueado, porém ele recusou, alegando, segundo Agátias, que havia prometido auxiliar os ostrogodos em sua guerra e que eles estavam fazendo-o crer que receberia a coroa. Nesse momento, após alcançar o estreito de Messina, retornou à Campânia na esperança de pressionar Narses ao combate. Próximo de Cápua, montou campo próximo ao rio Casilino (Volturno) e então fortificou-o. Na subsequente Batalha de Casilino, Butilino foi derrotado e morto e suas forças foram aniquiladas por Narses e seus generais subordinados.